# Rate Your Music
Rate Your Music (inaczej RYM) – internetowa baza danych prezentująca dyskografie wykonawców muzycznych, rozwijana przez użytkowników, i jednocześnie muzyczny portal społecznościowy. Od 2009 roku w bazie znajdują się również filmy.
Po wprowadzeniu przez użytkowników danych na temat artystów i ich wydawnictw, społeczność ocenia dane płyty i głosuje za lub przeciw proponowanym znacznikom gatunków, co pozwala stworzyć rozbudowany system rekomendacji i list najlepszych płyt.
Użytkownicy, których wkład we współtworzenie bazy danych jest większy mają proporcjonalnie większą wagę ocen. Wydawnictwa są oceniane w dziesięciostopniowej skali, od 0.5 „gwiazdki” do 5.0 (z połówkami).
Dodatkowo, użytkownicy mają do dyspozycji wiele opcji pomagających katalogować posiadane kolekcje muzyczne.
Rejestracja jest całkowicie darmowa, istnieje jednak możliwość subskrypcji konta premium, oferującego szereg przydatnych funkcji.

## Historia
Rate Your Music pojawiło się w Internecie 24 grudnia 2000 roku z inicjatywy mieszkającego w Atlancie Hosseina Sharifiego. Pierwsza wersja RYM-a pozostawała niezmieniona aż do 7 sierpnia 2006 roku, kiedy to dodano wiele nowych funkcji i możliwości (m.in. rozbudowano opcje wyszukiwania, poszerzono zakres informacji na temat wydawnictw, dodano możliwość zamieszczania informacji o koncertach i festiwalach, a także katalogowania i oceny różnych wydań tej samej płyty). Obecnie trwają pracę nad wersją 3.0 RYM-a, która m.in. ma rozszerzyć informacje o płytach i filmach o deskryptory i uprościć nieco skomplikowaną i żmudną weryfikację zamieszczonych przez użytkowników danych. Poza tym nieznacznym modyfikacjom ma ulec szata graficzna serwisu.
Serwis ten jest niezwykle otwarty jeśli chodzi o sugestie użytkowników co do jego przyszłego kształtu. Wszelkie propozycje zmian są dokładnie konsultowane na forum. W 2004 użytkownicy będący równocześnie artystami zgłosili propozycję umieszczania darmowej muzyki
w formacie mp3. Tym samym serwis dodatkowo stał się platformą promocji niezależnych artystów.
W 2006 roku do możliwości dokonywania wpłat przez użytkowników dołączono możliwość zamawiania wydawnictw za pośrednictwem większych sklepów internetowych z muzyką i dodano reklamy AdSense, co znacząco wspomogło finansowanie serwisu.

## Popularność
Rateyourmusic zajmuje 6293. miejsce w rankingu Alexa.